# Cranioleuca
Cranioleuca är ett artrikt fågelsläkte i familjen ugnfåglar inom ordningen tättingar. Släktet omfattar ett 20-tal arter med utbredning i Latinamerika från Costa Rica till östra Argentina:
- Rostmantlad taggstjärt (C. berlepschi)
- Marcapatataggstjärt (C. marcapatae)
- Vilcabambataggstjärt (C. weskei)
- Vitkronad taggstjärt (C. albiceps)
- Rostryggig taggstjärt (C. vulpina)
- Coibataggstjärt (C. dissita)
- Amazontaggstjärt (C. vulpecula)
- Venezuelataggstjärt (C. subcristata)
- Strimkronad taggstjärt (C. pyrrhophia)
- Boliviataggstjärt (C. henricae)
- Olivtaggstjärt (C. obsoleta)
- Blek taggstjärt (C. pallida)
- Gråhuvad taggstjärt (C. semicinerea)
- Gräddkronad taggstjärt (C. albicapilla)
- Rosthuvad taggstjärt (C. erythrops)
- Tepuítaggstjärt (C. demissa)
- Streckkronad taggstjärt (C. hellmayri)
- Gråbrynad taggstjärt (C. curtata)
- Bergtaggstjärt (C. antisiensis)
- Várzeataggstjärt (C. muelleri)

Rostmantlad taggstjärt placerades tidigare i Thripophaga, men genetiska studier visar att den hör till Cranioleuca. Å andra sidan placerades tidigare arterna fläckmjukstjärt (Thripophaga gutturata) och svavelstrupig sumpjägare (Limnoctites sulphuriferus) i Cranioleuca.